# Popowo Kościelne (Mazovie)
Pour les articles homonymes, voir Popowo Kościelne.
Popowo Kościelne (prononciation : [pɔˈpɔvɔ lɛtˈniskɔ]) est un village polonais de la gmina de Somianka dans le powiat de Wyszków de la voïvodie de Mazovie dans le centre-est de la Pologne.
Le village possédait une population de 160 habitants en 1997.

## Histoire
De 1975 à 1998, le village faisait partie du territoire de la voïvodie d'Ostrołęka.
Depuis 1999, Popowo Kościelne est situé dans la voïvodie de Mazovie.